# Cacciatorpediniere lanciamissili

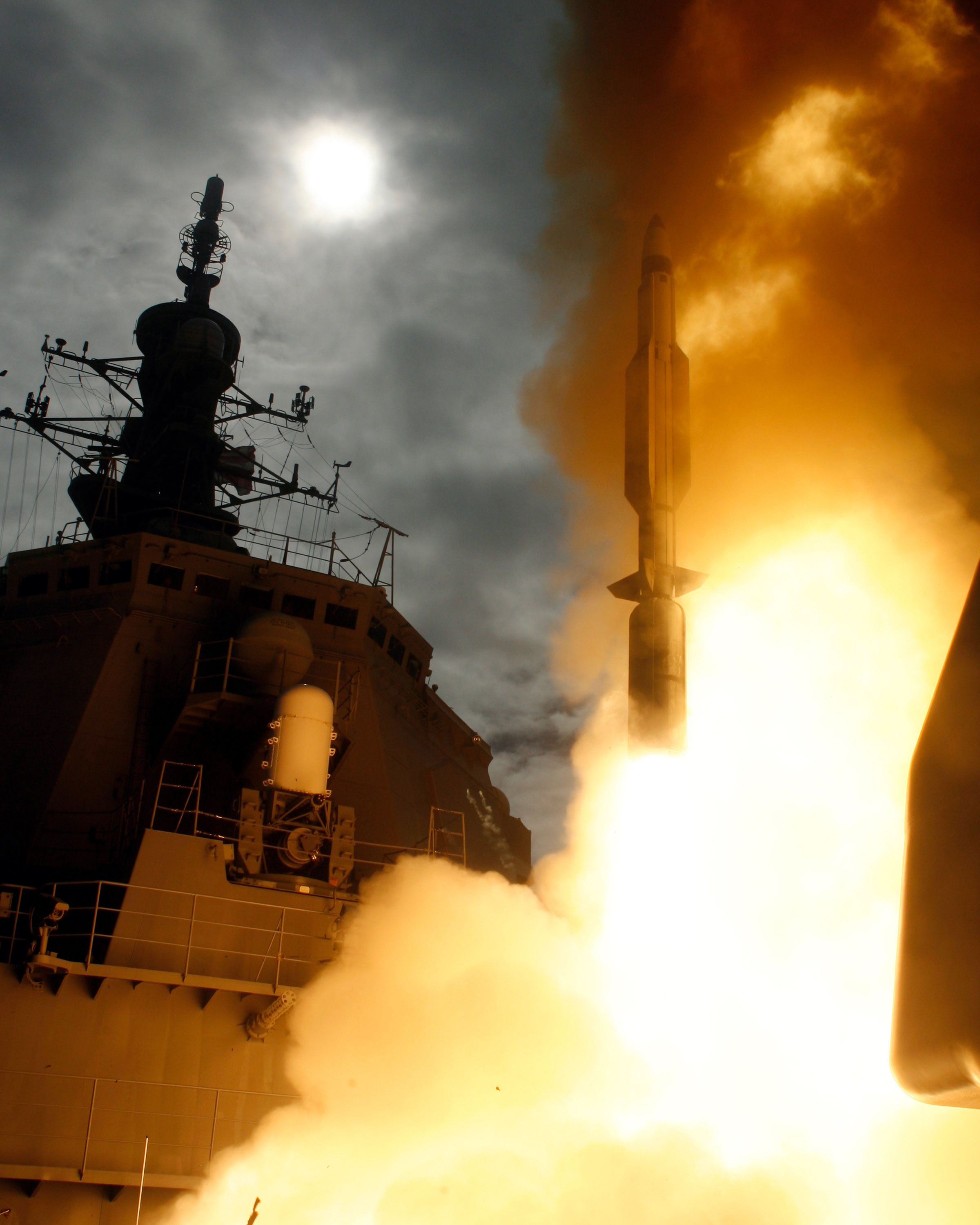
Il giapponese JS Kongo (DDG 173) testa uno Standard Missile 3

I cacciatorpediniere lanciamissili sono cacciatorpediniere destinati al lancio di missili guidati . Il loro hull classification symbol è DDG. Molte di queste unità svolgono ruolo antinave, antisommergibile e antiaereo.
I cacciatorpediniere lanciamissili in aggiunta all'armamento artiglieresco sono dotati di un sistema missilistico che generalmente ha due depositi di missili per sistemi a lancio verticale. Alcuni cacciatorpediniere lanciamissili hanno potenti sistemi nella US Navy il Sistema AEGIS e possono essere adottati per compiti antimissile e di difesa da missili balistici.
I cacciatorpediniere lanciamissili multiruolo sostituiscono gli incrociatori, specialmente in quelle marine militari in cui gli incrociatori non sono più in servizio.

## Navi operative o in programma
Royal Australian Navy
- 3× classe Hobart

 Canadian Forces Maritime Command
- 3× classe Iroquois

 Zhōngguó Rénmín Jiěfàngjūn Hǎijūn
- 2× classe Luyang II
- 2× classe Luyang I
- 2× classe Luhu
- 2× classe Luzhou
- 1× classe Luhai
- 13× classe Luda
- 4× classe Sovremennyj

 Marine nationale
- 2× classe Horizon
- 2× classe Cassard
- 4× classe Georges Leygues

 Bhāratīya Nāu Senā
- 3× classe Kolkata
- 3× classe Delhi
- 5× classe Rajput

 Marina Militare
- 2× classe Luigi Durand de la Penne
- 2× Classe Orizzonte

 Kaijō Jieitai
- 2× classe Hatakaze
- 4× classe Kongō
- 2× classe Atago
- 2× classe maya

 Voenno Morskoj Flot Rossijskoj Federacii
- 1× classe Kara
- 5× classe Sovremennyj
- 8× classe Udaloj

 Zhōnghuá Mínguó Hǎijūn
- 4× classe Kee Lung

 Daehanminguk Haegun
- 3× classe Sejong the Great

 Royal Navy
- 6× classe Type 45

 United States Navy
- 59× classe Arleigh Burke
- 3x classe Zumwalt